# 字位
字位又稱形素、字素，是最小的有意义书写符号单位；此術語是由语音学里的“音位”（音素）类推到文字学的。在拼音文字系统当中，“字位”是最小且数量最少的区别性单位，也是一个抽象单位。例如：字位<a>，无论任何字体的字形是A，a，或是ɑ，都属于同一个字位，它们的意义都相同（同位异形）。在象形文字系统当中，“字位”就是最小且有意义的区别性单位，中文即将同一个字的不同写法（正体字、简体字、二简字、异体字、新字形、旧字形、讹字、缺笔字等）计算为同一个字位，而不是分别计算为不同的字位。
计算一个文字系统的规模时，是以字位这个最小单位来计算的，而不是以字位变体。如：英文字母表当中虽然印有52个大小写变体，但是仍然说英文字母有26个，即26个字位。
计算汉字数量时，大型字典会按照字形总数来计算，即将一个代表相同语音语义的简化字、繁体字、异体、新字形、旧字形等等视为不同，而分别计算；这种计算方式实为是在计算变体。所以，长期以来错误地把大型字典里收入的“字形数”看作是汉字系统“字位数”的规模。
2004年德国有人对几本大型汉语字典收录的变体数量进行了研究，得出的结果是：
1. 经过几千年的积累，汉字系统的规模（总量）为：26,000左右个单位（类似拼音文字系统的字位单位）。[來源請求]
2. 《康熙字典》（42,171字（不包《备考》里的音义不详字））、《汉语大字典》（54,709字）、《中华字海》（85,586字）、台湾教育部《异体字字典》（116,000多）收字数量的差别在于：后出版的字典大量地增加变体，及不应该算作字和汉语汉字的符号（不成字的部件；日、朝、越及中国少数民族仿汉字造的字符等等），而字位单位数量并没有增加多少。这四本字典的核心部分（字位单位数）是基本相当的[多少？]，《康熙字典》只少约1,000个。[來源請求]

## 備註
1. ↑  相對於音位，且不同於字形（glyph）、字型（font）或字體（typeface）。